# Steers
Steers est une chaîne de restauration rapide d'origine sud-africaine disposant de restaurants dans plusieurs pays d'Afrique et au Portugal. Fondée dans les années 1960 par George Halamandaris, elle a son siège à Johannesbourg.